# 水戸市歌
『水戸市歌』（みとしか）は、日本の茨城県水戸市が制定した市歌である。以下の2代が存在する。
1. 1935年（昭和10年）制定。作詞・北原白秋、作曲・山田耕筰。
2. 1959年（昭和34年）制定。作詞・西條八十、作曲・古関裕而。

現在の市歌は2.である。

## 解説
「水戸市歌」では初代、2代目のいずれも自治体歌の多くで採られる歌詞の懸賞公募を行わず、著名な詩人に作詞を依頼した点に特徴がある。新旧2代の市歌の変遷や比較に関しては、1972年（昭和47年）に茨城新聞社から刊行された大高実『市政こぼれ話』に詳しい。

### 初代（1935年）
初代の「水戸市歌」は1933年（昭和8年）に東茨城郡常磐村を編入合併して市域を拡大したことを記念し、1935年（昭和10年）に制定された。作詞は水戸市役所から北原白秋への依頼によるもので、白秋は作成の前月に水戸を訪れている。作曲は同時期に制定された市歌（福島市、八王子市、岡崎市など）で白秋と組むことが多かった山田耕筰が手掛けており、4月29日に常磐神社境内で「水戸市歌奉告会」を挙行し、初演奏が行われた。歌詞の特徴は「正大とか淳風とか尊王とか、よく水戸の歴史や、ある時代の水戸人のきもちをとらえている」ものと評されている。
歌詞
初代「水戸市歌」は歌詞・旋律とも著作権の保護期間を満了し、パブリックドメインとなっている。楽譜は『水戸市勢要覧』昭和11年版の巻頭に収録。
一、
正大　雲は開く筑波　水戸あり　国は勢ふ
淳風　夙に揚り　儼たり　大義名分
思へよ尊王　我等　本を為すべし
水戸市　水戸市　輝く郷土　水戸市　水戸市　輝く郷土
二、
東海　水は環る鹿嶋　水戸あり　那珂は貫く
弘道　ここに興り　清明　いよよ透れり
偲べよ先徳　我等　今日も承けたり
水戸市　水戸市　輝く郷土　水戸市　水戸市　輝く郷土
三、
百錬　鉄は響く常磐　水戸あり　花は芳し
政教　一に仰ぎ　凛烈　霜を凌がむ
奮えよこの志気　我等　すでに冴えたり
水戸市　水戸市　輝く郷土　水戸市　水戸市　輝く郷土
四、
正大　雲は開く平野　水戸あり　人は勢ふ
生々　実に学び　殷賑　空に轟く
愛せよ我が都市　我等　共に起つべし
水戸市　水戸市　輝く郷土　水戸市　水戸市　輝く郷土

### 2代目（1959年）
現行の2代目「水戸市歌」は1959年（昭和34年）の市制70周年記念事業の一環として名誉市民条例制定、市史編纂、水戸市公会堂建設資金蓄積条例と合わせた記念事業として計画され、同年11月3日付で制定された。制定意義は戦前に作られた旧市歌が「時代にそぐわなく、歌われなくなっていた」ため「時代にあった市民に親しみやすい新市歌を作り、明るく伸びゆく水戸市の象徴にしよう」とするものであったが、西條八十が作詞した新市歌の歌詞に対しても「白秋のそれに影響を受けている」と言う指摘が為されている。作曲は日本コロムビア専属の古関裕而が手掛けており、水戸市立第二中学校講堂で関係者700名を招集して開催された市制70周年記念式典において藤山一郎の歌唱指導で初演奏が行われた。